# Miguel Avelar
Miguel Avelar é um treinador de futebol de Portugal.
Actualmente treina o Sporting Clube de Santa Maria da Feira na 2ª Divisão Distrital de Aveiro.